# SC Ortmann
Der SC Ortmann ist ein österreichischer Fußballverein aus Neusiedl bei Pernitz in Niederösterreich.

## Gründung
1920 wurde ein inoffizieller Verein mit dem Namen „Club der Angestellten“ gegründet. Als Spielstätte diente eine Wiese auf dem heutigen Gelände der Papierfabrik SCA Ortmann. Im Jahre 1921 wurde der Verein unter dem Namen „Sportklub Ortmann“ gegründet.

## Geschichte

### Beginn bis 1930er Jahre
In den Jahren 1936 und 1937 wurde der SC Ortmann Meister im Gewerkschaftsverband. Da es in diesem Verband keine höhere Spielklasseneinteilung mehr gab, wechselte der Verein in den österreichischen Fußballverband. Aufgrund des Verbandwechsels musste in der untersten Spielklasse begonnen werden. Gleich im ersten Spieljahr 1937/38 wurde der Aufstieg in die Kreisklasse geschafft. Und auch in der nächsten Saison 1938/39 wurde der Meistertitel geholt. Somit durfte Ortmann in der höchsten Spielklasse Niederösterreichs mitspielen. Es handelte sich dabei um die 2. höchste Spielklasse nach der damaligen Gauliga Ostmark. Bedingt durch den Ausbruch des Zweiten Weltkrieges wurde die Meisterschaft 1939/40 nicht fertig gespielt.

### Die 1940er Jahre
Als im Spieljahr 1946/47 Ortmann den Meisterschaftsbetrieb wieder aufnahm, wurde der Verein in die 1. Klasse Süd eingeteilt. Ortmann konnte regelmäßig an der Tabellenspitze mitspielen. Zum Aufstieg in die nächsthöhere Spielklasse, der 2. Liga Süd, kam es 1949/50.

### Die „goldenen“ 1950er Jahre
Bereits in der Spielsaison 1951/52 wurde der Aufstieg in die NÖ-Landesliga geschafft. Auch im nächsten Jahr wurde der Meistertitel geholt. Und somit der direkte Durchmarsch in die Staatsliga B vollzogen. Das Meisterschaftsjahr 1953/54 beendete der Verein an 9. Position. Aufgrund einer Neuordnung der Gruppen mussten die letztplatzierten Vereine absteigen. Darunter befand sich auch der SC Ortmann, jedoch nur aufgrund der schlechteren Tordifferenz.
Zurück in der NÖ Landesliga reichte es 1954/55 nur zum 2. Platz. In der Saison 1955/56 wurde abermals der Meistertitel geholt. Es mussten jedoch zwei Qualifikationsspiele gegen den Meister der Wiener Liga, 1. Schwechater SC, ausgetragen werden, die jedoch verloren gingen (Gesamtscore 4:7).
1957/58 wurde der Verein abermals Meister und diesmal reichte es für den Aufstieg in die Staatsliga B. Dort wurde in der Saison 1958/59 der 8. Rang erreicht.
1959 wurde die Staatsliga B aufgelassen und die Vereine in die neu gegründeten Regionalligen aufgeteilt. Ortmann musste daher 1959/60 in der Regionalliga Ost antreten. Gleich in der ersten Saison erreichte der Club den 2. Tabellenrang und verfehlte somit nur knapp den Aufstieg in die Staatsliga, der höchsten Spielklasse Österreichs.
Ein weiter großer Erfolg wurde mit dem Gewinn des niederösterreichischen Fußballcups im Jahr 1951 gefeiert. Das Finalspiel wurde gegen den Badener AC mit 2:1 gewonnen.

### Hoch und Tiefs in den 1960er Jahren
Das zweite Jahr in der Regionalliga Ost wurde mit dem 11. Rang beendet. 1961/62 wurde mit Rang 4 der Aufstieg in die höchste Spielklasse wieder nur knapp verpasst. Auf den SC Wacker Wien, den Tabellenersten, fehlten in der Endabrechnung 4 Punkte.
Im darauffolgenden Jahr musste der Verein in die NÖ Landesliga absteigen. Der direkte Wiederaufstieg wurde im nächsten Jahr mit dem 4. Endplatz verpasst.
1964/65 musste Ortmann als letztplatzierter in die Unterliga Süd/Südost absteigen. Erst in der Saison 1967/68 konnte der Verein, mit dem Gewinn des Meistertitels, in die Landesliga zurückkehren.

### 2.NÖ-Cup Sieg in den 70ern
Die Mannschaft spielte bis zur Saison 1974/75 in der NÖ Landesliga. Ab der Saison 1975/76 wurde in der Unterliga Süd/Südost gespielt. In der Saison 1979/80 musste der SC Ortmann, als Tabellenletzter, auch aus dieser Liga absteigen.
Im Jahr 1972 konnte zum 2. Mal der niederösterreichische Cup gewonnen werden. Das Finale wurde mit Hin- und Rückspiel ausgetragen. Dabei wurde Hainburg mit einem Gesamtscore von 7:4 (5:0 und 2:4) besiegt.

### Die unterklassigen 1980er Jahre
Nach dem Abstieg aus der Unterliga Süd/Südost im Jahre 1980, spielte Ortmann in der 1. Klasse Süd. Nach relativ erfolglosen Jahren wurde in der Saison 1987/88 der Meistertitel geholt und der Aufstieg in die Unterliga Süd/Südost vollzogen.

### Langsamer Wiederaufstieg in den 1990er Jahren
Bereits im Spieljahr 1990/91 konnte der Meistertitel in der Unterliga Süd/Südost geholt werden. Ab der Saison 1991/92 spielte der Verein in der Oberliga Ost. Nach der erfolgreichen Saison 1992/93, die der Verein auf dem 2. Tabellenplatz abgeschlossen hat, wurde der Aufstieg in die 2. Landesliga Ost geschafft. Gleich in der 1. Saison, 1993/94, wurde der 2. Platz erreicht, der zu Relegationsspiele berechtigte. Die erste Qualifikationsrunde wurde gegen Herzogenburg gewonnen, die zweite ging jedoch gegen Brunn verloren. So musste Ortmann in der 2. Landesliga Ost verbleiben.
Im Jahr 1999/2000 wurde der Club Meister in der 2. Landesliga Ost und nach einer Unterbrechung von 25 Jahren stieg der Verein wieder in die NÖ Landesliga auf.

### Ab dem Jahr 2000
Nach dem Aufstieg im Jahr 1999/2000 spielte der Verein neun Spielzeiten in der NÖ Landesliga, der vierthöchsten Liga Österreichs, bevor man 2008/2009 in die fünftklassige 2. Landesliga abstieg. Auch in dieser Leistungsstufe konnte man sich nicht halten und stieg sofort in die sechstklassige Gebietsliga Süd/Südost ab, wo der Verein seitdem spielt. Nachdem man in der ersten Saison in der Sechstklassigkeit beinahe den sofortigen Wiederaufstieg geschafft hätte, und bloß aufgrund einer schwachen Hinrunde hinter dem Meister aus Traiskirchen zurückblieb, lag der SC Ortmann nach der Hinrunde der Saison 2012/13 nur noch auf dem neunten Rang. Der Verein holte daraufhin den neuen Trainer Andreas Klein, mit dem man die Saison auf dem siebten Platz abschloss. Besser lief die Hinrunde 2013/14, wo man den fünften Rang belegte, nur sechs Punkte hinter dem Tabellenführenden aus Guntramsdorf.

## Titel und Erfolge

### Meistertitel
- 1936      Gewerkschaftsmeister
- 1937      Gewerkschaftsmeister
- 1937/1938 3. Klasse
- 1938/1939 Kreisklasse
- 1949/1950 1. Klasse Süd
- 1951/1952 2. Liga Süd
- 1952/1953 NÖ Landesliga
- 1955/1956 NÖ Landesliga
- 1957/1958 NÖ Landesliga
- 1967/1968 Unterliga Süd/Südost
- 1987/1988 1. Klasse Süd
- 1990/1991 Unterliga Süd/Südost
- 1999/2000 2. Landesliga Ost
- 2016/2017 Gebietsliga Süd/Südost
- 2017/2018 2. Landesliga Ost

### Höchste Spielklasse
Ortmann spielte in etlichen Saisonen in der zweithöchsten Spielklasse:
- 1939/40 Landesliga NÖ     Saison wurde nicht beendet
- 1953/54 Staatsliga B      9.
- 1958/59 Staatsliga B      8.
- 1959/60 Regionalliga Ost  2.
- 1960/61 Regionalliga Ost  11.
- 1961/62 Regionalliga Ost  4.
- 1962/63 Regionalliga Ost  13.

### NÖ-Cup-Siege
- 1951 Niederösterreichischer Landescup
- 1972 Niederösterreichischer Landescup

### Teilnahmen amÖFB-Cup
- 1959/1960 Sechzehntelfinale   ausgeschieden gegen 1. Wiener Neustädter SC 3:5
- 1961/1962 Sechzehntelfinale   ausgeschieden gegen WSG Radenthein 0:1 n. V.

## Stadion

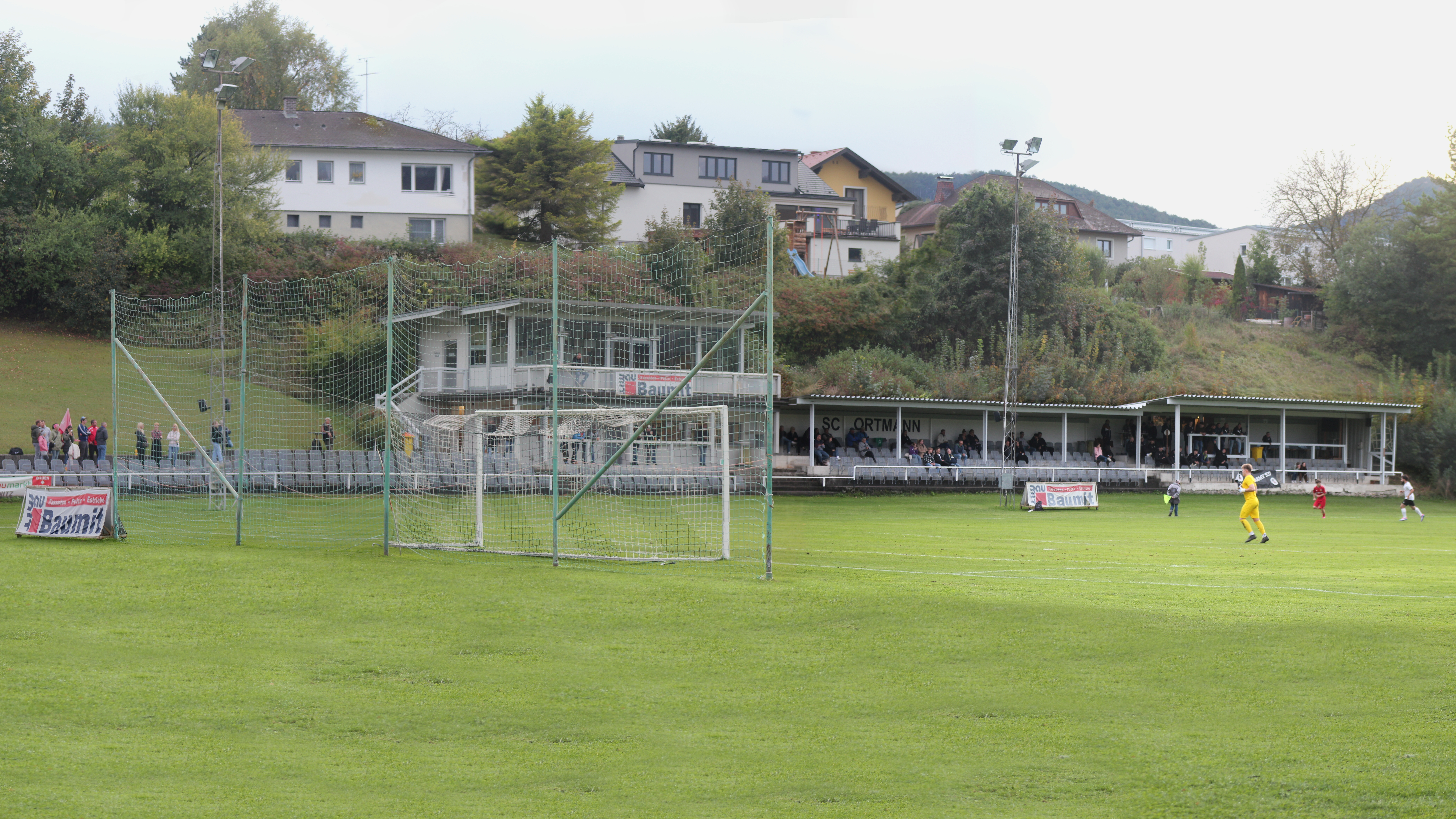
Das Alpenstadion Ortmann (2024)

Das heutige Alpenstadion befindet sich in Neusiedl bei Pernitz. Im Jahre 1937 wurde mit dem Bau begonnen. Nach mehrjähriger Bauunterbrechung wurde das Stadion 1940 eröffnet. In den neunziger Jahren fand eine Generalrenovierung des Stadions statt.